# Walthall
Walthall är administrativ huvudort i Webster County i Mississippi. Vid 2010 års folkräkning hade Walthall 144 invånare.